# 雁木囲い
- 将棋 > 囲い > 雁木囲い
- 将棋 > 将棋の戦法 > 居飛車 > 雁木囲い

雁木囲い（がんぎがこい）は将棋の囲いのひとつ。単に雁木（がんぎ、英: Snowroof）ともいう。

## 概要
階段状の構造物のことを鳥の雁の群れが斜めにジグザグに連なって飛ぶ様子に見立てて「雁木」といい、これが雁木戦法の由来である。しかし、1940年代からは、一部の棋士の誤解によって、本来の雁木戦法とは異なる戦法が雁木と呼ばれるようになり、併せて新潟県などに見られる雪避けのひさし（雁木造）がその由来であるという誤解が広まっている。なお、雁木囲いの英語名であるSnowroofは、この誤解に基づいて命名された。
雁木戦法（雁木囲い）は、その意味するところが時代によって以下のように異なる。
- 江戸時代初期から1930年代までは、対振り飛車戦で用いる引き角戦法のことを雁木戦法と呼んでいた（本来の雁木）
- 1940年代から2000年代までは、相居飛車戦で用いる二枚銀の囲いのことを雁木囲いと呼んでいた（旧型の雁木）
- 2010年代には、居飛車で左銀を6七に置く形の囲いを総称して雁木囲い、一方が雁木囲いを構築して戦う戦型を雁木戦と呼ぶようになっている（新型の雁木）

## 本来の雁木（対振り引き角雁木）
| 9  | 8  | 7  | 6  | 5  | 4  | 3  | 2  | 1  |    |
| 香 | 桂 |    | 金 |    |    |    | 桂 | 香 | 一 |
|    | 王 | 銀 |    | 金 | 飛 |    |    |    | 二 |
|    | 歩 | 歩 | 歩 | 歩 | 銀 | 角 | 歩 | 歩 | 三 |
| 歩 |    |    |    |    | 歩 | 歩 |    |    | 四 |
|    |    |    |    |    |    |    | 歩 |    | 五 |
| 歩 |    | 歩 |    | 歩 |    | 歩 |    |    | 六 |
|    | 歩 | 銀 | 歩 |    | 歩 |    |    | 歩 | 七 |
|    |    | 玉 |    | 金 | 銀 |    | 飛 |    | 八 |
| 香 | 桂 | 角 | 金 |    |    |    | 桂 | 香 | 九 |

本来の雁木戦法は、17世紀（江戸時代前期）の在野の強豪棋士・檜垣是安が船着き場もしくは寺社の階段（雁木）を見て考案した対振り飛車戦で用いる引き角戦法のことである（図は先手雁木戦法、後手美濃囲いの基本図。ただし、檜垣是安の時代に美濃囲いは存在しておらず、後に定跡化されたものである）。
具体的には、相手の振り飛車に対して舟囲いの陣形から左銀を▲7七銀と上がり、▲7九角と引く。こうすることで角筋が通り、飛角を連携して攻めやすくなる。また、角が動いたことで空いたスペースに玉を移動し、矢倉早囲いから矢倉囲いを目指すことができる。
6九金から2五歩まで駒が階段（雁木）のように斜めに連なっており、角を7九に引くと、駒の階段を登っていくかのように角筋が通るのがこの戦法のポイントとなる。ここから雁木戦法と命名された。
なお、舟囲いから発展するので、角が舟から降りて船着き場の階段を登っていくイメージとも合致するが、「舟囲い」という名称は戦後の1955年に考案されたものであり、全く無関係である。
対振り引き角戦法としての雁木戦法は、18世紀になって美濃囲いが考案されると、美濃囲いと比べて横からの攻めに弱い矢倉囲いが対振り飛車戦で不利と見られるようになったことなどの理由から、徐々に廃れていった。それでも、1981年度棋王戦五番勝負第5局で米長邦雄がこれを採用して森安秀光を破って棋王防衛を決めるなど、時折トッププロ棋士の対局でも使われた。
対振り飛車戦で引き角から角筋を通すというコンセプト自体は、飯島流引き角戦法などで現代でも使われている。

## 旧型の雁木（相居飛車二枚銀雁木）
江戸時代から続く対振り引き角の雁木が下火になった後、昭和の戦前期に名人の木村義雄らを中心に相居飛車の将棋で二枚の銀を6七と5七（後手ならば4三と5三）に並べる形の囲いが流行。木村が採用した際には「木村不敗の陣」と呼ばれた。
| 9  | 8  | 7  | 6  | 5  | 4  | 3  | 2  | 1  |    |
|    |    |    |    |    |    |    |    |    | 一 |
|    |    |    |    |    |    |    |    |    | 二 |
|    |    |    |    |    |    |    |    |    | 三 |
|    |    |    |    |    |    |    |    |    | 四 |
|    |    |    |    |    |    |    | 歩 |    | 五 |
| 歩 |    | 歩 | 歩 | 歩 |    | 歩 |    |    | 六 |
|    | 歩 |    | 銀 | 銀 | 歩 |    |    | 歩 | 七 |
|    | 角 | 金 |    | 金 |    |    | 飛 |    | 八 |
| 香 | 桂 |    | 玉 |    |    |    | 桂 | 香 | 九 |

これと似た形を雁木戦法考案者の檜垣是安も江戸時代に指していたことから、本来の雁木戦法と混同され、二枚銀を並べた囲いを雁木囲いと呼ぶようになった。ただし、相居飛車の二枚銀自体は、是安以前から指されていた形であり、是安の考案したものではない。雁木という名称の由来は、既述の通り階段のことであるが、現在では、二枚銀の形を雪避けのひさし（雁木造）に見立てていると説明されることもある。
二枚銀雁木は、相手が序盤で角道を止めて矢倉囲いを目指す矢倉戦などで採用されることが多く、先手番であれば6七銀、5七銀、7八金、5八金の金銀4枚の形であり、その場合玉は基本的には6九に置いていた。1980年代まで指されていた相掛かり戦の新旧対抗型のうちで、先手が4筋を突いて銀を4七に構える「新型」に対して、後手が5筋の歩を突く「旧型」の際に雁木の構えが採用されていた際、当初は4一に玉を構えていたが、その後は先手新型側の攻めを緩和するために玉を6二へ右玉にして構える指し方に切り替わっていった。
もとは金銀4枚を使って自陣全体を守る守り重視の囲いとされていた。しかし、雁木囲いは、矢倉囲いと比較した場合、7七に銀がいないため、引き角にしなくても初期位置の8八のまま角を攻めに使える（居角）ことが大きな特徴である。そこで、1990年代から、アマチュア間で右四間飛車戦法と組み合わせて攻勢に出る指し方が流行した。この場合、▲4八飛と回って▲6五歩と角道を通し、飛角と小駒の連携で4筋の突破を目指す。
この他、右四間飛車で▲7七角―▲5九角―▲2六角（三手角）と角を移動して使ったり、袖飛車にして右銀を▲4六銀から繰り出すなど様々な指し方がある。
| 9  | 8  | 7  | 6  | 5  | 4  | 3  | 2  | 1  |    |
| 香 | 飛 |    |    |    |    |    |    | 香 | 一 |
|    |    | 王 | 金 |    | 金 |    |    |    | 二 |
| 歩 |    | 桂 | 銀 |    | 銀 | 角 | 歩 | 歩 | 三 |
|    |    | 歩 |    | 歩 | 歩 | 歩 |    |    | 四 |
| 歩 | 歩 |    | 歩 |    |    |    | 歩 |    | 五 |
|    |    | 歩 | 歩 | 歩 | 歩 |    |    |    | 六 |
|    | 歩 | 角 | 銀 | 銀 |    |    |    | 歩 | 七 |
|    |    | 金 |    | 金 |    | 飛 |    |    | 八 |
| 香 | 桂 | 玉 |    |    |    |    | 桂 | 香 | 九 |

また、対振り飛車にも時々指されることがある。居飛車vs振り飛車の一例として、図は1983年11月に行われた新アマ・プロオープン戦、▲野藤鳳優 対 △飯田弘之 戦。後手はツノ銀中飛車から飛車を8筋に戻して右玉の風車戦法に、対して先手はトラック囲いから、後手の8筋からの攻撃をケアするために雁木に変更した。
しかし、二枚銀雁木囲いには、金銀4枚で囲いを構築しているにしては固くならないという短所がある。雁木囲いでは左銀が6七にいるので、矢倉囲いのように相手の飛車先を銀で受けられない。また、7六の歩に利いている駒も6七の銀一枚しかない。2000年代までは、これらの弱点を突かれた場合に矢倉囲いに勝てないと見られていたため、主流である矢倉囲いに対して、幾分か劣る亜種のように扱われていた。
『イメージと読みの将棋観2』（2010年、日本将棋連盟）によると、当時においても一部のアマチュア将棋では根強い人気戦法であるが、プロの棋戦では平成以降から2010年までにほとんど指されていないとしている。同書の時点で人気がないことについては、羽生善治や藤井猛は先手が雁木で後手が矢倉の局面として、先手雁木側は▲6五歩と突く攻め筋しかない、一度止めた角道を突く指し方の違和感とこれに絞って後手は受ければよいとしているので、非常に受けやすいとしている。そして藤井は急戦矢倉に比べ駒組の手数がかかるのを難点としている。また佐藤康光と、この戦法を対矢倉に対して指したことがある谷川浩司は玉の薄さを挙げている。また谷川と森内俊之は▲6五歩が後手の攻撃目標になり、さらに相手側だけ飛車先交換が可能なのも大きいとみている。そして渡辺明は後手玉の弱さや相手の玉の方が固く、飛車が相手に渡すこともできず、これらも含め、プロに人気がないのは逆転負けするからとしている。ただし藤井は雁木は角が使いやすくまた二枚に並べた銀も厚く右の桂と連動して攻めやすく、それなりにいい構えであり、右側から攻める形になれば楽勝になるという見解も示している。

## 新型の雁木（相居飛車ツノ銀雁木など）
2010年代後半のコンピューター将棋の興隆に伴う矢倉の急速な退潮と期を合わせ、プロ棋士の間でも二枚銀雁木囲いの再評価がされ、新しい指し方が模索されるようになった。また、雁木のバリエーションとして二枚銀ではない似たような囲いが考案された。一方あるいは双方が雁木を志向する序盤戦は、プロ棋士の実戦でも2017年以降に急速に増加しており、矢倉戦・角換わり・相掛かり・横歩取りなどと並ぶ大戦法（戦型）の一つとして確立されたと見る向きもある。これらの2010年代以降の新たな展開を総称して「新型雁木」などと呼ぶ。
新型雁木が矢倉に代わって流行した理由として、コンピューター将棋の影響で序盤での桂跳ねが増加したことを前提として、以下のような分析がなされている。
- 増田康宏は、左銀が邪魔で左桂を使う含みが無い矢倉に対し、雁木は陣形の発展性があり、さらに中央へのバランスの良さに優れているとしている[15]。
- 渡辺明は週刊誌の連載コラムで、将棋ソフトの影響で桂馬の早跳ねが増えたため、先手の右桂が▲3七桂 - ▲4五桂と進んだ場合に矢倉だと△3三銀に当たるが、雁木は△4三銀のために当たらないのが大きいと分析している[16]。

相居飛車の従来の戦型（矢倉戦・角換わり・相掛かり・横歩取り）は、先手後手双方の盤上の合意に基づいて戦型選択がなされるのが普通だったが、雁木は様々な局面から一方の意思だけで強引に雁木戦型に持ち込むことができる。そのため、旧型雁木が主戦場としていた矢倉戦型だけでなく、例えば、先手が角換わりを目指した場面で後手が角道を閉じて雁木にしたり、後手が横歩取りを目指した場面で先手が角道を閉じて雁木にしたりと先後を問わず様々な場面で新型雁木が活用されている。
新型雁木は、旧型雁木と比べて決まった形はなく、様々な構えが採用されている。特に、旧型雁木と大きく異なるものとして、ツノ銀雁木がある。ツノ銀雁木は、右銀を5七ではなく、4七に置いたものである。この金銀の形自体は左美濃にあるとおり、最古とされる1607年(慶長12年)の棋譜でも先手の陣形でみることができるが、その一局は特段雁木のルーツというわけではない。
| 9  | 8  | 7  | 6  | 5  | 4  | 3  | 2  | 1  |    |
|    |    |    |    |    |    |    |    |    | 一 |
|    |    |    |    |    |    |    |    |    | 二 |
|    |    |    |    |    |    |    |    |    | 三 |
|    |    |    |    |    |    |    |    |    | 四 |
|    |    |    |    |    |    |    | 歩 |    | 五 |
| 歩 |    | 歩 | 歩 |    | 歩 | 歩 |    |    | 六 |
|    | 歩 | 角 | 銀 | 歩 | 銀 |    |    | 歩 | 七 |
|    |    | 金 |    | 金 |    |    | 飛 |    | 八 |
| 香 | 桂 |    | 玉 |    |    |    | 桂 | 香 | 九 |

ツノ銀にするメリットとしては、
- 玉を左右どの位置に置いても安定する（右玉の含みがある）こと
- 相手の桂馬が跳ねてきても左銀はもちろん右銀にも当たらないこと
- 5七に銀がいないので引き角から角を活用するのが容易なこと

などが挙げられる。
ツノ銀の構えを構築した後は右銀を5六に上がって腰掛け銀にするなどの構想がある。ツノ銀雁木以外にも、右銀を活用して棒銀や早繰り銀にするなど多様な雁木が考案されている。
また、新型雁木に特徴的な手として、相手の飛車先を受けるための▲7七角がある。旧型雁木では、相手が矢倉囲いだった場合に、▲7七角に対して、△3一角から△8六歩と角交換を挑まれ、居角の攻めが難しくなるので損だという考えから、相手の飛車先は受けずに切らせるのが基本とされていた。しかし、新型雁木では、金が二段目に位置する雁木は角の打ち込みに強いという強みを活かして、角交換を歓迎する。
この他、雁木の弱点とされていた7筋・8筋を早繰り銀などで狙われた場合には、角を6八に引いてから7七金と上がって補強するなど、様々な新手法が編み出されている。

## 書籍

### 旧型雁木
- 週刊将棋『秘法巻之壱 雁木伝説』（毎日コミュニケーションズ、1991年8月）
- 小暮克洋・森内俊之『雁木でガンガン！！ 破壊力抜群の痛快！必殺戦法』（主婦と生活社、1999年10月）
- 毎日コミュニケーションズ『雁木伝説 雁木の秘法を伝授』（毎日コミュニケーションズ、2002年11月）

### 新型雁木
- 稲葉陽『新型雁木のすべて』（毎日コミュニケーションズ、2018年）
- 伊藤慎吾「よくわかる雁木」（マイナビ出版社、2020年）